# Monte Genuardo
Il monte Genuardo è una montagna delle province di Agrigento e Palermo, nei territori di Sambuca, Contessa Entellina e Giuliana, in Sicilia.
Il suo territorio costituiva la Riserva naturale orientata Monte Genuardo e Santa Maria del Bosco. Dal 2012 fa parte del Parco dei Monti Sicani.

## Territorio
La montagna, alta 1180 m s.l.m., copre un territorio boschivo di circa 17,5 km². Il territorio si presenta particolarmente interessante dal punto di vista geologico e botanico-faunistico.
Sui fianchi del Monte Genuardo si presentano formazioni laviche geologicamente molto interessanti, ma il territorio si articola in maniera complessa e variegata per la presenza di formazioni rocciose, depressioni e fratture.
Dal Monte Genuardo a circa 700 metri di altitudine nasce il fiume Carboj che a circa 30 km. sfocia nel Mar Mediterraneo.

## Flora
Sul versante nord-occidentale del monte Genuardo si trovano boschi di leccio e roverella, mentre su quello meridionale prosperano l'acero campestre e il sorbo montano. Sono inoltre presenti aree di rimboschimento a pino domestico e pino d'Aleppo, la cui origine risale agli anni settanta e al cui interno si è registrata una reviviscenza spontanea di lecci e roverelle.
Il sottobosco è ricco di arbusti di pungitopo, biancospino e rosa canina. È possibile incontrare anche specie rare come il giaggiolo siciliano, la bivonea gialla e l'evax delle Madonie (Evacidium discolor).
Lungo i corsi dei torrenti presenti nella riserva sono presenti il cerfoglio e l'asplenio, mentre nelle numerose radure si possono ammirare ginestre, asfodeli e ferule.

## Fauna
La riserva ospita numerose specie di mammiferi tra cui il coniglio selvatico, la volpe rossa, il riccio europeo, il gatto selvatico europeo e la martora. Con un po' di fortuna è possibile osservare anche il quercino, l'arvicola di Savi e il toporagno siciliano (o crocidura siciliana).
Tra gli uccelli sono presenti il picchio rosso maggiore, il picchio muratore, il rampichino comune, la capinera, la cinciallegra e rapaci come l'allocco, il barbagianni e la civetta.
Tra i rettili meritano una menzione la vipera (o aspide), il saettone occhirossi e il geco comune (o tarantola muraiola).

## Sentieri
- Sentiero del Pomo
- Sentiero del Grande Giro
- Sentiero del bosco di Donna Carolina
- Sentiero del laghetto

## Punti di interesse
- Abbazia di Santa Maria del Bosco, risalente al 1078, prima benedettina e successivamente olivetana, oggi abbandonata.
- Monte Adranone, che accoglie i resti dell'antica città di Adranon, uno dei più importanti siti archeologici in Sicilia.
- Borgo Castagnola, appartenente al comune di Contessa Entellina.